# Ex chiesa di San Romano (Ferrara)
La ex chiesa di San Romano a Ferrara è stata uno dei primi luoghi di culto cittadini, costruita molto prima della vicina cattedrale di San Giorgio.

## Storia

### Chiesa e monastero

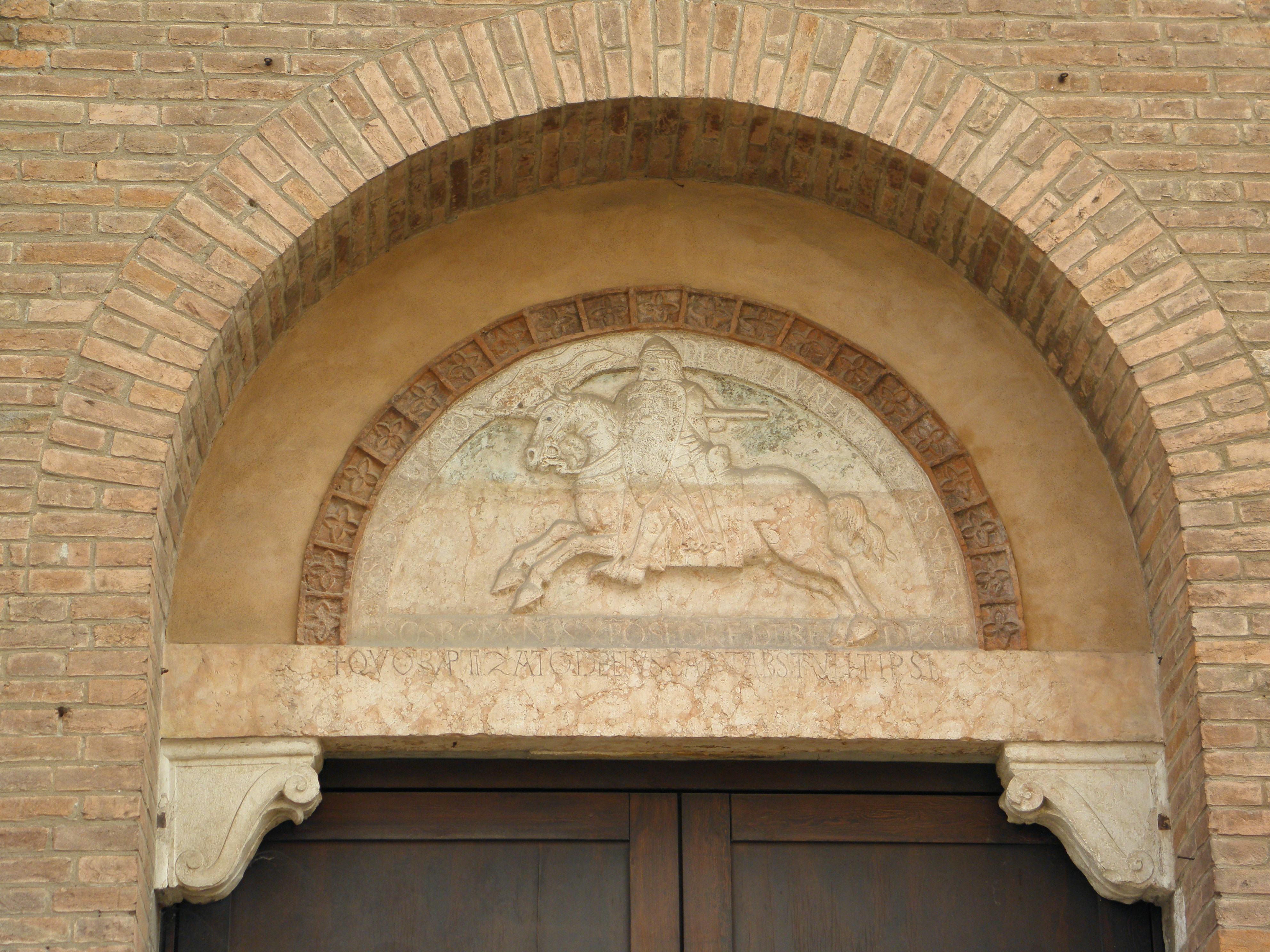
Lunetta sulla facciata della ex chiesa di San Romano, a Ferrara.

Nei suoi primi anni fu affidata ai monaci benedettini ed in seguito ai canonici regolari di Sant'Agostino. Il vescovo di Adria Gregorio III nel 1130 concesse al convento ferrarese i diritti sulla chiesa di San Biagio di Ceregnano in Veneto. Alcuni interventi importanti sulla sua pianta vennero realizzati già attorno al XII secolo e la sua struttura recente, per quanto riguarda la facciata e l'abside, si può dire che fosse già stata definita all'inizio del XV secolo.
Gli Este se ne presero cura a lungo, ristrutturandola più volte. In uno di questi interventi, avvenuto nel 1487, chiesa e chiostro vennero sopraelevati e la facciata fu completata con nuovi elementi decorativi in cotto. Nella lunetta posta sulla facciata, sopra il portale d'ingresso, è raffigurato un cavaliere armato del XIV secolo. Il cavaliere rappresenta san Romano e l'opera è attribuita a Niccolò, tra i maggiori scultori italiani di epoca romanica.

### Soppressione della chiesa
In seguito l'edificio venne continuamente ampliato e rimaneggiato sino al 1796, quando si ebbe il periodo di dominazione francese. La chiesa venne soppressa e pochi anni dopo divenne proprietà del municipio di Ferrara e per un breve periodo fu utilizzata anche come prigione.
Nella seconda metà del XIX secolo nella zona antistante il chiostro in alcune occasioni venivano tolte due lapidi marmoree e nelle cavità che così si aprivano sul piano stradale venivano infilati due pali in legno che ne reggevano un terzo. A quest'ultimo si legava un cappio che veniva usato per eseguire le condanne a morte.
In anni successivi l'edificio della ex chiesa fu venduto ad una ditta privata che lo usò come deposito di materiali diversi quali vetro, ferramenta e terraglie e questa situazione si protrasse sino alla metà del Novecento.
Durante la seconda guerra mondiale la ex chiesa ed il chiostro, assieme a moltissimi altri monumenti ed edifici storici cittadini vennero seriamente danneggiati. Nel corso di un solo bombardamento, quello del 5 giugno 1944, assieme ai notevoli danni materiali si ebbero 57 vittime tra morti e feriti.

### Utilizzo nel secondo dopoguerra
La ex chiesa rinacque a nuova vita quando venne ancora una volta restaurata, attorno agli anni 1970 e cominciò ad essere aperta alla cittadinanza. Il chiostro fu utilizzato per varie mostre temporanee. La chiesa poi fu utilizzata occasionalmente, ad esempio durante la manifestazione di fine agosto che richiama a Ferrara buskers a livello internazionale per il Ferrara Buskers Festival.

## Museo della cattedrale
Dal 2000, anno del Giubileo, il complesso di San Romano è stato restaurato e da quella data ospita il Museo della cattedrale la cui sede dal 1929 si trovava nell'edificio della cattedrale.